# Petronia
Petronia is een geslacht van zangvogels uit de familie mussen (Passeridae).

## Soorten
Het geslacht kent de volgende soort:
- Petronia petronia (Rotsmus)